# Auzers
Auzers is een gemeente in het Franse departement Cantal in de regio Auvergne-Rhône-Alpes en telt 167 inwoners (2019). De plaats maakt deel uit van het arrondissement Mauriac.

## Geografie
De oppervlakte van Auzers bedraagt 19,4 km², de bevolkingsdichtheid is 9 inwoners per km².
De onderstaande kaart toont de ligging van Auzers met de belangrijkste infrastructuur en aangrenzende gemeenten.

## Demografie
Onderstaande figuur toont het verloop van het inwonertal (bron: INSEE-tellingen).

Vanwege een beveiligingsprobleem met de MediaWiki Graph-software is het momenteel niet mogelijk deze grafiek weer te geven. Zodra de software is bijgewerkt zal de grafiek vanzelf weer zichtbaar worden.

## Bezienswaardigheden
- Kasteel van Auzers

Een goed bewaard kasteel gebouwd tussen 1470 en 1510 en nog steeds in het bezit van de adellijke familie. Het bouwwerk bestaat uit een diverse torens ter verdediging en een gracht aan de voorzijde. De achterzijde ligt aan een vallei, uitloper van het middelhoog gebergte in Cantal, de Puy-Mary. Architectonisch kenmerkt het kasteel zich door een karakteristieke stijl uit deze regio.
Het kasteel is geopend voor het publiek op vaste tijden; verder zijn er ook wisselende exposities te zien.
- Kerk en monument

In het centrum van het dorp ligt een kerk met daarvoor een monument ter nagedachtenis van de gesneuvelde soldaten uit de Tweede Wereldoorlog.